# Nuno Tavares
Nuno Albertino Varela Tavares (Lisbona, 26 gennaio 2000) è un calciatore portoghese, difensore della Lazio e della nazionale portoghese.

## Caratteristiche tecniche
Cresciuto calcisticamente nel ruolo di terzino sinistro, è veloce e dotato di una buona tecnica di base, abbinata alla grande forza fisica. Viene paragonato a Benjamin Mendy.
Nel corso della carriera è stato schierato anche come esterno sinistro nel 3-4-2-1 dove ha reso maggiormente con le sue qualità di spinta e di inserimento in attacco.

## Carriera

### Club

#### Benfica
Cresciuto tra i settori giovanili dello Sporting Lisbona e del Casa Pia, nel 2015 viene acquistato dal Benfica.
Dopo un anno nella seconda squadra, nella stagione 2019-2020 viene promosso in prima squadra. Il 4 agosto 2019 disputa l'incontro di Supercoppa vinto 5-0 contro lo Sporting Lisbona. Sei giorni dopo trova la prima rete in carriera e in Primeira Liga, aprendo le marcature nella sfida vinta contro il Paços Ferreira. Conclude l'esperienza portoghese con 60 presenze totali.

#### Arsenal e prestiti
Il 10 luglio 2021 viene ufficializzato il suo passaggio all'Arsenal, con cui firma un contratto quadriennale. Nella stagione 2021/2022, debutta in Premier League con i Gunners nella partita contro il Brentford e totalizza 28 presenze, segnando una rete nella vittoria per 3-1 contro il Manchester Utd.
Nella stagione successiva, dopo l'arrivo di Zinčenko e la conferma di Tierney come suo sostituto, viene ceduto in prestito all'Olympique Marsiglia. La stagione passata a Marsiglia rappresenta un salto di qualità per il laterale mancino, che viene schierato da esterno sinistro nel 3-4-2-1, segnando 6 reti in 39 partite giocate tra Ligue 1, Champions League e Coppa di Francia, dimostrando così ottime qualità offensive e di spinta.
L'anno successivo ritorna in Premier League, passando in prestito al Nottingham Forest, dove torna a giocare nel ruolo di terzino sinistro, collezionando 12 presenze in Premier League e in FA Cup.

#### Lazio
Il 15 luglio 2024, viene acquistato dalla Lazio in prestito con obbligo di riscatto al verificarsi di determinate condizioni per circa 6 milioni di euro, oltre a una percentuale sulla futura rivendita. Esordisce con i biancocelesti il 31 agosto successivo, quando viene schierato titolare in occasione della sfida di campionato contro il Milan, terminata 2-2, dove fornisce due assist e viene nominato MVP della partita.
Dopo aver collezionato nove assist in 30 presenze in tutte le competizioni, il 5 giugno 2025 Tavares viene ufficialmente riscattato dal club capitolino, con cui firma un contratto quadriennale.

### Nazionale
Il 7 settembre 2018 esordisce con l'Under-19 portoghese, in un'amichevole contro i pari età dell'Italia. Il 23 marzo 2019 segna, invece, la sua prima rete per la selezione, nell'incontro vinto contro la Turchia e valido per le qualificazioni all'europeo di categoria in Armenia.
Il 10 settembre dello stesso anno debutta nella nazionale Under-21 contro la Bielorussia e partecipa agli Europei Under-21 del 2023, giocando 4 partite.
L'8 novembre 2024 arriva la prima convocazione in nazionale maggiore in occasione delle due partite di Nations League contro Polonia e Croazia.
Il 15 novembre 2024, esordisce per la prima volta con la maglia della nazionale maggiore, subentrando al minuto 88° nell'incontro Portogallo-Polonia (5-1), sostituendo Nuno Mendes nel finale.

## Statistiche

### Presenze e reti nei club
Statistiche aggiornate al 25 maggio 2025.
| Stagione        | Squadra             | Campionato      | Campionato | Campionato | Coppe nazionali | Coppe nazionali | Coppe nazionali | Coppe continentali | Coppe continentali | Coppe continentali | Altre coppe | Altre coppe | Altre coppe | Totale | Totale | Totale |
| Stagione        | Squadra             | Comp            | Pres       | Reti       | Comp            | Pres            | Reti            | Comp               | Pres               | Reti               | Comp        | Pres        | Reti        | Pres   | Reti   |        |
| --------------- | ------------------- | --------------- | ---------- | ---------- | --------------- | --------------- | --------------- | ------------------ | ------------------ | ------------------ | ----------- | ----------- | ----------- | ------ | ------ | ------ |
| 2018-2019       | Benfica B           | SL              | 19         | 0          | -               | -               | -               | -                  | -                  | -                  | -           | -           | -           | 19     | 0      |        |
| 2019-2020       | Benfica             | PL              | 11         | 1          | CP+CdL          | 1+3             | 0+0             | UCL                | 0                  | 0                  | SP          | 1           | 0           | 16     | 1      |        |
| 2020-2021       | Benfica             | PL              | 14         | 0          | CP+CdL          | 4+1             | 0+0             | UEL                | 5                  | 0                  | SP          | 1           | 0           | 25     | 0      |        |
| Totale Benfica  | Totale Benfica      | Totale Benfica  | 25         | 1          |                 | 9               | 0               |                    | 5                  | 0                  |             | 2           | 0           | 41     | 1      |        |
| 2021-2022       | Arsenal             | PL              | 22         | 1          | FACup+CdL       | 1+5             | 0               | -                  | -                  | -                  | -           | -           | -           | 28     | 1      |        |
| 2022-2023       | Olympique Marsiglia | L1              | 31         | 6          | CF              | 2               | 0               | UCL                | 6                  | 0                  | -           | -           | -           | 39     | 6      |        |
| 2023-2024       | Nottingham Forest   | PL              | 8          | 0          | FACup+CdL       | 4+0             | 0+0             | -                  | -                  | -                  | -           | -           | -           | 12     | 0      |        |
| 2024-2025       | Lazio               | A               | 23         | 0          | CI              | 1               | 0               | UEL                | 6                  | 0                  | -           | -           | -           | 30     | 0      |        |
| Totale carriera | Totale carriera     | Totale carriera | 128        | 8          |                 | 22              | 0               |                    | 17                 | 0                  |             | 2           | 0           | 169    | 8      |        |

### Cronologia presenze e reti in nazionale
| Cronologia completa delle presenze e delle reti in nazionale ― Portogallo | Cronologia completa delle presenze e delle reti in nazionale ― Portogallo | Cronologia completa delle presenze e delle reti in nazionale ― Portogallo | Cronologia completa delle presenze e delle reti in nazionale ― Portogallo | Cronologia completa delle presenze e delle reti in nazionale ― Portogallo | Cronologia completa delle presenze e delle reti in nazionale ― Portogallo | Cronologia completa delle presenze e delle reti in nazionale ― Portogallo | Cronologia completa delle presenze e delle reti in nazionale ― Portogallo |
| Data                                                                      | Città                                                                     | In casa                                                                   | Risultato                                                                 | Ospiti                                                                    | Competizione                                                              | Reti                                                                      | Note                                                                      |
| ------------------------------------------------------------------------- | ------------------------------------------------------------------------- | ------------------------------------------------------------------------- | ------------------------------------------------------------------------- | ------------------------------------------------------------------------- | ------------------------------------------------------------------------- | ------------------------------------------------------------------------- | ------------------------------------------------------------------------- |
| 15-11-2024                                                                | Porto                                                                     | Portogallo                                                                | 5 – 1                                                                     | Polonia                                                                   | UEFA Nations League 2024-2025 - 1º turno                                  | -                                                                         | 88’ 90+1’                                                                 |
| Totale                                                                    |                                                                           | Presenze                                                                  | 1                                                                         |                                                                           | Reti                                                                      | 0                                                                         |                                                                           |

## Palmarès

### Club

#### Competizioni nazionali
- Supercoppa di Portogallo: 1

Benfica: 2019

### Nazionale
- UEFA Nations League: 1

2024-2025